# 6959 Mikkelkocha
6959 Mikkelkocha este un asteroid din centura principală de asteroizi.

## Descriere
6959 Mikkelkocha este un asteroid din centura principală de asteroizi. A fost descoperit pe 3 noiembrie 1988 la Brorfelde de Poul Jensen. El prezintă o orbită caracterizată de o semiaxă mare de 2,90 ua, o excentricitate de 0,11 și o înclinație de 13,5° în raport cu ecliptica.